# Bayem Taman
Bayem Taman is een bestuurslaag in het regentschap Magetan van de provincie Oost-Java, Indonesië. Bayem Taman telt 1941 inwoners (volkstelling 2010).